# شنبه
شَنبه اولین روز هفته در گاه‌شماری خورشیدی و ششمین روز هفته در تقویم میلادی است. شنبه اولین روز رسمیِ کار هفتگی در ایران است.
سیاره کیوان در پیوند با این روز در فرهنگ ایران است. نام این روز در میان سغدیان و مانوی‌ها از به هم پیوستن دو واژه Kewan و jmnw ساخته شده‌است. بخش نخست نام سغدی، سیاره کیوان است و بخش دوم همان واژه روز در زبان فارسی است؛ بنابراین Kewan jmnw به معنای کیوان روز است.
در زبان فارسی (مخصوصاً در شیراز) به شنبه، شنبد نیز گفته می‌شود که به ۶ روز پس از شنبه و به نوعی ۶ روز قبل از آن روز گفته می‌شود؛ یعنی شنبه‌ای که ۶ روز می‌گذرد تا به شنبه بعدی برسد. در دین یهود شنبه روز تعطیل است.